# Помпейські розписи
Помпейські розписи — це узагальнюючий термін усього настінного живопису знайденого в будівлях Помпей. Він обмежений хронологічними рамками: кінець II століття до н. е. та до виверження Везувію 79 року, яке знищило місто, але зберегло фрески.

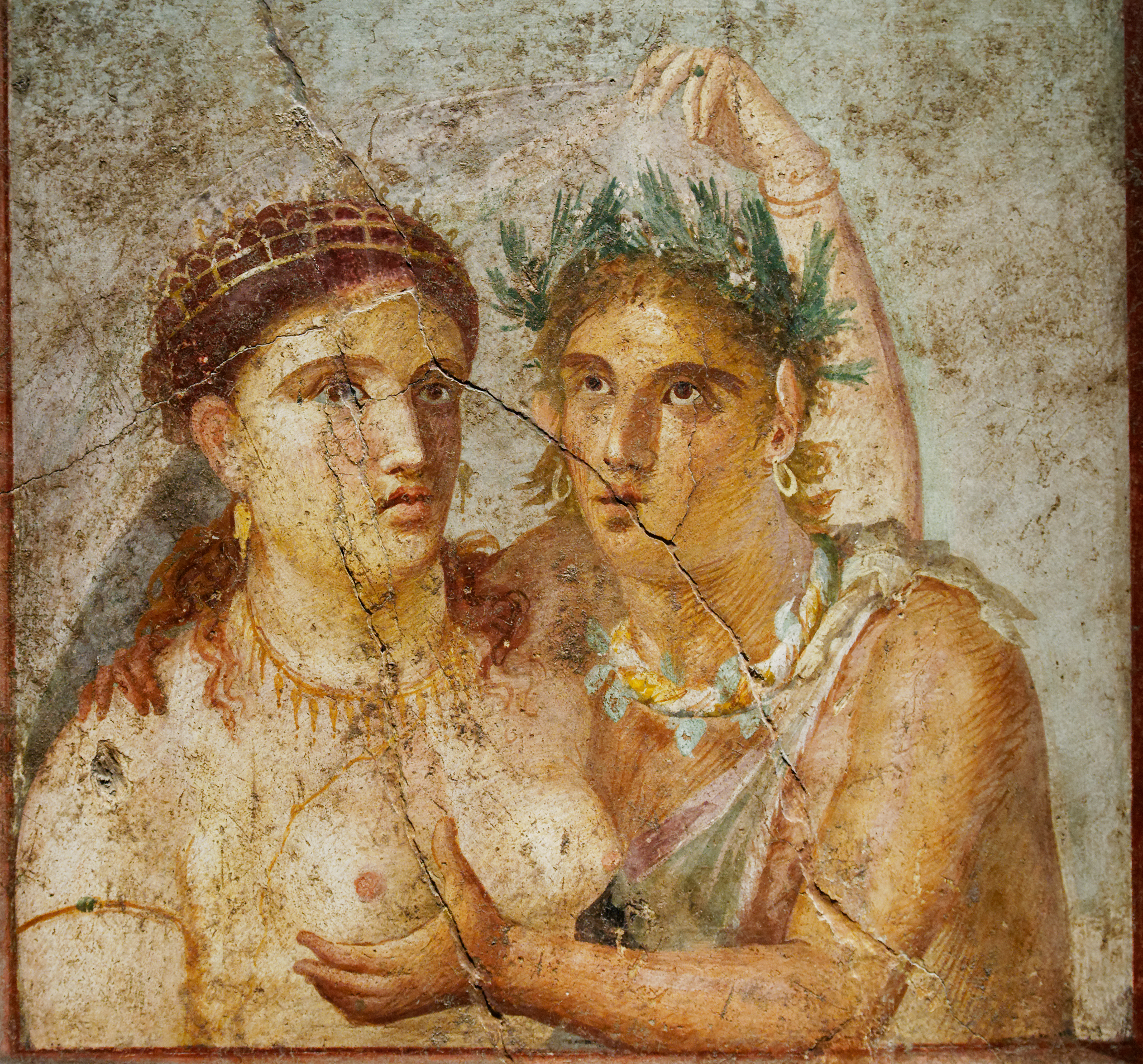
Сатир, що обіймає менаду. Дім Луція Цецилія Юкунда. 1–50 роки

Вони були описані німецьким археологом Августом Мау (1840–1909) під час археологічного дослідження у Помпеях унікального настінного живопису. Адже, вони є однією з найбільших груп збережених зразків римського настінного живопису. Більшість збережених настінних розписів — це фрески (настінні малюнки виконані на мокрій штукатурці); демонструють здобутки живописного мистецтва римського періоду. Роджер Ленг виділяє декілька основних моментів про римський настінний живопис.
·       Стародавні будинки фарбували набагато частіше, ніж сьогодні. Сьогодні ми схильні думати, що розписи, виготовлені на замовлення, призначені лише для дуже багатих, але в Помпеях та Геркуланумі це було щоденним явищем.
·       Настінні розписи є мірилом художнього смаку та соціальних прагнень господаря будинку.
Зважаючи на 4 фундаментальні відмінності у тому, як художник ставився до стіни та розписаного простору виділяють 4 стилі помпейського настінного живопису. Цей схоластичний поділ здійснив Август Мау. Він почав розкопки в Помпеях у 1860 році і проводив зиму, працюючи на цьому місці, а літо в Римі, аналізуючи свої дані.
Тож Він виділив:
1. Інкрустаційний (150–80 до Р. Х.);
2. Архітектурний (80 до Р. Х. – 14 після Р. Х.);
3. Орнаментальний (з 14 після Р. Х.);
4. Фантастичний (з 62 після Р. Х.).

## ІСТОРІЯ
За мірками імперії, Помпеї були глибокою провінцією, а найкращі художники на той час, швидше за все, працювали у Римі. Проте, дивовижно високий рівень поширеного тут художнього мистецтва, яке за силою, майстерністю та новаторством часто порівнюють з епохою Відродження.
Почавши підкорювати світ, римляни знайомилися з усе новими способами прикрашання будинків і храмів, в тому числі з фресковим живописом на основі елліністичних зразків. Найкраще збереглися розписи в спорудах Помпеїв, Геркуланум і Стабії.
Традиція прикрашати стіни будинку розписами — як усередині, так і зовні — була взята римлянами від греків. Використовувалися різні техніки: писали по сухій штукатурці та по сирій. Останній тип розпису називався al fresco (буквально «по свіжому») — звідси назва «фреска». Зазвичай для прикраси будинку використовувалися картини з міфологічними, зокрема еротичними сценами. Еротичними сценами прикрашали або будинки розпусти (хоча вони зустрічаються і в одній з помпейських лазень), або приватні кімнати будинку, де бували лише господарі.
Як демонструють чотири стилі, римляни любили пишне оздоблення, коли могли собі це дозволити. Глибина різноманітних стилів також свідчить про те, що ця форма мистецтва була досить поширеною. Від копіювання багатого мармуру до відкриття стін в «інші світи», римляни шукали різні способи використовувати плоску поверхню стіни і робили це дуже творчо. Хоча виверження Везувію в 79 році спричинило сильне руйнування міста та забрало багато життів.

## Перший стиль: інкрустація
Перший стиль — інкрустаційний, був поширений у II ст. до н. е., існував до 80-х років до н.е. Він з'явився на основі грецької традиції створювати високохудожні настінні розписи. Такий розпис мав на меті створити враження розміщених по всій стіні картин. Цей стиль ґрунтується на такій техніці, що всі архітектурні деталі зі штукатурки (цоколь, квадрати облицювання, карнизи) прикріплюють до поверхні стіни, а після розписують. Перший помпейський стиль був позбавлений будь-яких сюжетних зображень. Зазвичай, живописець імітував мармур в кольорі або інші камені (граніт, алебастр і т. д.). Характерною рисою цього стилю є те, що квадрати виступають з площини стін.
Перший стиль давньоримських фресок представлений в декорі таких споруд, як Вілла Аріадни, Стабії, Будинок Самніта (Геркуланум), Будинок Фавна, що танцює (Помпеї) тощо.

## Другий стиль: архітектурний
Другий помпейський стиль – архітектурно-перспективний, що застосовувався з 80-х рр. до 20-х рр. до н. е. і з'явився в роки військових перемог. Поява цього стилю пов'язана з суспільно-політичними процесами. Воїни, що повернулись з походів отримали великі земельні наділи, тож переважно займались господарською діяльністю, але продовжували жити спогадами про успішні походи та мандри. Звичайно, вони ділилися історіями з родинами, читали твори еллінських письменників тощо. Так, в цей час змінюється мислення суспільства, кордони світу розширюються, виникає необхідність втілювати  безмежність простору.
```
Вілла в Оплонтісі, 1 століття до Р. Х.
```

Інтер'єр набував деякої пишності завдяки тому, що між колонами почали поміщати багатофігурні композиції, а на стінах почали зображати перспективу, на них живописці створювали: вулиці, площі, храми, сільські рівнини, гори, сади. Розписна архітектура в цьому стилі мала тенденцію до багатоточкової перспективи, що іноді дає ефект Ешера. Так, це дало можливість візуально збільшити простір приміщення. Звичка відтворювати роботи грецьких художників продовжилась і в цьому стилі.  
За Г. І. Соколовим другий стиль поділяється на п'ять фаз:
-       У першій фазі квадрати втрачають рельєфність, вони лише трохи виступають зі стіни. З'являються зображення арок, перекинутих з однієї колони на іншу,  колон (між якими створювали картини переважно на міфологічні сюжети) і напівколон корінфського ордера.
-       У другій фазі можна побачити, що розширяється зображуваний простір та з'являється більше динаміки. На фресках зображають природу (реальні квітучі сади тощо), фантастичні ландшафти, перспективу вулиць, храмів тощо.
-       У третій фазі відбувався прорив у верхній третині поверхні стіни, де зазвичай ножна було побачити верхні частини храмів і т. д.
-       У четвертій фазі живописці починають ускладнювати архітектуру у розписах. Елементи архітектури набувають вигляду театральних декорацій. Навіть у квадратах живописці робили так, що деякі частини площини то виступали, то були заглиблені.
-       У п'ятій фазі основною рисою є те, що на стінах зображували менш перспективні поглиблення, а також скорочувались пейзажі та композиції із міфологічними сюжетами. На стінах вілли Фарнезіна вводяться монохромні пейзажі. У помпеянському будинку Кріптопортіка, римському будинку Лівії, а також будинку імператора Октавіана Августа на Палатіні розташовуються великі фрескові пейзажні й міфологічні композиції.

## Третій стиль: орнаментальний
Третій помпейський або «орнаментальний стиль» розпочався приблизно в 20 році до нашої ери в період Августа і продовжувався приблизно до часу великого землетрусу, який пошкодив більшу частину Помпей в 62 році після Р. Х.1.
Цей стиль з'являється як противага пишності, тож характеризується строгістю, відчуттям міри та вишуканістю. Переважно живописці зображували орнамент у вигляді тонких колон, гірлянд з квітів, що додавало затишку в кімнаті. Також, іноді можна було побачити, що художники виділяли центр стіни, вони відтворювали картини відомих стародавніх митців. В цьому стилі підкреслювали площину стіни, та переважно відтворювали орнаменти, колони було обвиті квітами та тонкими стрічками. Елементи архітектури спокійні, рівні, колони прикрашені візерунками, переважає рослинний мотив. Цей стиль відображає прагнення до безпеки та спокою на рівні з прагненням до розкоші. Зміст фресок відходить на другий план, живописці використовують яскраві чисті кольори та м'які тональні переходи.
Сакро-ідилічні сцени — це зображення природних ландшафтів із сакральними спорудами, такими як храми та священні урни. У таких сценах також зображені пастухи з їхніми стадами, деревами, водними краєвидами, які загалом спокійні й дуже безтурботні.
Цей стиль також називають єгиптизований, адже часто зображували фігурки сфінксів та інші елементи східних орнаментів.

## Четвертий стиль: фантастичний або ілюзорний.
4-й помпейський є найновішим стилем, який з'явився з 62 по 79 роки після Р. Х. (хоча перші його ознаки з'явились дещо раніше). Цей стиль є свого роду симбіозом попередніх трьох: імітація мармуру, пишність архітектурних елементів, гірлянди з квітів, прикраса канделябрами. У цьому стилі переважно використовували зелений, червоний, жовтий кольори. У цьому стилі часто композиція руйнує конструктивність стіни, тут живописці створювали фантастичні архітектурні пейзажі, легкі та створені для декорації відкриті лоджії та арки. Також для цього стилю характерні створення портретів, пейзажів (фантастичних та реальних), сценки з життя, міфологічні сюжети, звірі та птахи. Серед сюжетів також багато еротичних сцен. Декоративні стінописи пишні, показово розкішні і створені за шаблоном. Саме такими були стінописи відкритого в 1898 році Будинку Веттіїв, що належав двом вільновідпущеним, які зуміли збагатитися.
У цей час найчастіше зустрічалися натюрморти, загалом дуже популярні. Вони не ставали центральною картиною стіни, а розміщувалися зазвичай у верхньому ярусі, проте виконувались з усією ретельністю. Тому натюрморти цінні ще як джерело відомостей про римське життя. Наприклад, особливо впадає у вічі поширення скляного посуду на противагу кераміці.
Коли Помпеї постраждали від чергового землетрусу в 62 після Р. Х., розпочався етап відновлення поруйнованих споруд і пошкодженого декору осель заможних римлян. Четвертий стиль це характерна риса будинків нових багатіїв у Помпеях, тож він мав на меті продемонструвати власну заможність при дефіциті культурних традицій, це  спонукало звернутися вже до перевірених схем. Так, четвертий стиль можна вважати дещо еклектизм, він тяжів до показових розкошів, створених не дорогими способами, тож особливістю  цього стилю також є використання шаблонів.
Моду на новий стиль задали настінні розписи Золотого будинку імператора Нерона.

## «І став Останній день Помпеї…»
Катастрофа розпочалася у жовтні 79 року. Раніше виверження датували 24 серпня, але знайдений під час розкопок напис на стіні показав дату 17 жовтня.
Везувій, що супроводжувався небувалим землетрусом, викинув зі свого жерла гігантський вогняний стовп. Виверження стало повною несподіванкою. Щільний «дощ» з попелу та пемзи став фатальним для міста. Когось смерть спіткала в громадських місцях, когось загинув власному будинку, але більшості жителів вдалося покинути Помпеї.
Пліній Молодший у листах описав події з позиції очевидця:
«…А тут — ніч, од усіх ночей і чорніша, й густіша, дарма що незчисленні факели й усілякі вогні протистояли тій темряві. Вирішили вийти на узбережжя і глянути зблизька, чи море могло б уже прийняти судна; воно ж усе ще залишалося грізним і ворожим».
Фрески Помпей дивують своєю якістю. Навіть за такої «консервації» фарби не можуть через тисячоліття зберігати свою яскравість, а помпейські можуть. Подібних фресок не знайти більше ніде: як вважають, місцеві майстри у роботі використовували особливу техніку, секрет якої повністю не розгадано досі.
Після виверження вулкану нові стилі більше не створювали. Загалом використовували поєднання вже відомих стилів, хоча і з'являлись нові техніки настінного розпису.